# テガタチドリ属
テガタチドリ属（テガタチドリぞく、学名: Gymnadenia、和名漢字表記:手形千鳥属）は、ラン科に属する属 。

## 特徴
地生の多年草。根茎は肥厚し、ときに掌状に分枝する。茎は直立し、葉は線形から楕円形で、茎の下部または基部につく。花は小型で茎先に多数、総状花序につける。側萼片は斜上または開出し、唇弁は3裂して距がある。
ユーラシア大陸と日本の温帯から亜寒帯に分布し、16種知られる。日本にはテガタチドリが分布する。

## 日本に分布する種
- テガタチドリ Gymnadenia conopsea (L.) R.Br.

## 分類
かつて、テガタチドリ属に分類されていた、ノビネチドリは、ノビネチドリ属 Neolindleya Kraenzl. に、ミヤマモジズリとフジチドリは、ミヤマモジズリ属 Neottianthe Schltr. に分類されている。

## ギャラリー
- テガタチドリ